# Pénélope Bagieu
Pénélope Bagieu   (14è districte de París, 22 de gener de 1982) és una dibuixant i guionista francesa de còmics.

## Biografia
Es va graduar el 2006 a la Universitat d'Art i Disseny de Central Saint Martins, on va estudiar multimèdia i animació. Un any més tard, va començar el seu blog "Ma vie est tout à fait fascinant" (La meva vida és totalment fascinant), on contava la seva vida quotidiana.
No va ser fins a l'any 2008 quan va publicar el seu primer còmic, "Josefina", el personatge principal del qual va ser creat per a la revista Femina.
El 2013, va rebre la distinció de l'Orde de les Arts i les Lletres per la Ministra francesa de Cultura i comunicació, Aurélie Filippetti.
En 2016 va publicar el còmic Les Culottées, una sèrie de 30 breus biografies de dones en dos volums. Abans de ser publicat el primer volum, la sèrie va ser inicialment publicada en el blog del mateix nom del periòdic francès Le Monde. "Les Culottées" va ser traduït al català amb el nom Intrèpides per l'Editorial Finestres. El 2017, va treballar en l'adaptació d'Intrèpides per a la televisió francesa, com a producció animada. Aquesta sèrie animada es va emetre el 2020 al canal francès France 5.
El 2018, va rebre el Premi Harvey del Millor Còmic Europeu per Califòrnia Dreaming. I el 2019, el Premi Eisner de la Millor Edició Estatunidenca de Material Estranger per Intrèpides.
Al gener de 2020 va ser publicat en francès el còmic Sacrées Sorcières, adaptació de la novel·la Les Bruixes de Roald Dahl.

## Obres traduïdes al català
- California Dreamin, Editorial Ponent Món, 2020
- Intrèpides, Editorial Finestres, 2021
- Els estrats, Editorial Finestres, 2022

## Premis i reconeixements
- 2011: Premi SNCF del Festival de Angoulême en 2011[2]
- 2013: Orde de les Arts i les Lletres (cavaller de les Arts i de les Lletres)[2]
- 2018: Premi Harvey del Millor Còmic Europeu per Califòrnia Dreamin.
- 2019: Premi Eisner de la Millor Edició Estatunidenca de Material Estranger per Intrèpides.